# 师傅 (文革名词)
师傅原指工、商、医、戏曲等行业中秉有技艺并传授技艺的人。师徒间恩义相授的准人身依附关系，带有轻微行帮色彩。文革中1970年代该词外延被泛化、扩大到适用于所有人的一般性尊称。

## 背景
毛泽东有“工人阶级可以领导一切”的论述，斗批改阶段有工宣队进入上层建筑、文化科教单位的措施，日常工作里从不与工人交往的知识分子，开始接受工人师傅的行政指令。甚至把工人请上讲台讲授一般性工业、工艺常识，将其称之为“工人阶级上讲台”“占领上层建筑”的新生事物。与中共历来看重工人阶级的阶级路线传统一脉相承，其时流行的阶级观，工人被视为最纯粹、最正宗的无产阶级，革命性最强、最彻底，因此，工人（尤其是其中的产业工人）成为最受人尊重的职业、社会人群；无论其工龄长短、出徒与否，都须称之以“师傅”。

## 特点
所有宣传画造型群体中占据核心位置的第一主角都是工人（身着工装，英俊、豪迈、激情洋溢）。连他们因受教育程度低、长期从事简单劳动带来的固有行为特征，也被一味美化为认真、忠厚、真诚、豪爽、淳朴。在发展党员、提干、升学，贯彻阶级路线成为组织原则，出身工人或本人是工人，都会得到看重、优待。连类相及，择偶时工人身份都被人高看一眼。
正是在这样的氛围里，形成了无论对方是何身份、职业、年龄、性别、亲疏，不管他是老教授、正格的军人，还是妙龄少女，只要有求于人，或仅仅意欲表示对对方的敬意、好感，就以“师傅”相称的风气。久而久之，他们自己对自己的“尊贵”也会不自觉地带出一星半点的矜持、威严来。是“把被颠倒的历史重新颠倒过来”的翻身感、自豪感。甚至可以看1949年以来的第二次翻身。
传统习惯上出于对职业、技艺的尊重，在“师傅”前面要加一个“大”字。文革时单称“师傅”，其实更多是对人身份、权力的阿谀了。

## 后续
风气相沿，到了1990年代，国有企业普遍效益低下，工人经济、社会地位急剧下滑，反差过大，造成了他们强烈的失落感。以致有民谣把这种情绪作了事出有因的过火宣泄：“老大（工人）靠了边，老二（农民）分了田，老九（知识分子）上了天，不三不四（指个体户）找大钱。”毕竟，以多年高积累、低分配的工资收入，在1990年代以来破产、下岗的夹攻下，受到社会保障不足，医疗、养老、住房制度一系列改革冲击，他们收获的实惠少而付出的代价多。边缘化到了被称为“弱势群体”的地步，与执政党阶级主体的意识形态虚设地位形成吊诡。难免给人物是人非、风水轮流转的感慨。不明就里，再胡乱叫人“师傅”就可能遭人白眼。